# Individu en droit international
 (décembre 2014).
 (avril 2010).
Si vous disposez d'ouvrages ou d'articles de référence ou si vous connaissez des sites web de qualité traitant du thème abordé ici, merci de compléter l'article en donnant les références utiles à sa vérifiabilité et en les liant à la section « Notes et références ».
L'individu, en droit international, ne doit comprendre que les personnes physiques et non morales, lorsque les entreprises multinationales (ou les sociétés transnationales, selon les termes de l'ONU[réf. nécessaire]) sont entrées en force comme l'un de ses sujets.
C'est le droit international privé qui s'occupe essentiellement des individus (mariage mixte, adoption, successions, contrats, compétence juridictionnelles, nationalité, situation des étrangers, etc.). Quant au droit international public, il n'a réservé une place aux individus que timidement et tardivement. Dès la fin de la Première Guerre mondiale et la fondation de la SDN, les États vainqueurs commençaient à s'occuper du destin des peuples anciennement soumis aux empires vaincus (l'Empire austro-hongrois, l'Empire prusso-allemand et l'Empire ottoman) au nom du droit à l'autodétermination.

## La société internationale
La Seconde Guerre mondiale a changé le fondement de la société internationale. La création de l'ONU en 1945 a instauré un nouveau système international fondé sur la promotion et la protection de la paix. La décolonisation, le développement économique et social, l'égalité souveraine entre les États sont devenus désormais les bases de la nouvelle société internationale. Dans cette société, le droit international a ménagé une place importante pour l'individu. Le tribunal militaire international de Nuremberg a ouvert la porte à la responsabilité pénale internationale en justifiant sa position de la manière suivante: "ce sont des hommes, et non des entités abstraites, qui commettent des crimes contre le droit international, et ce n'est qu'en punissant ceux qui ont commis ces crimes que l'on peut faire respecter les dispositions du droit international" (Trial of German Major War Criminals, Proceedings of the IMT, Nuremberg. 14 november 1945 – 1 october 1946, Official Documents, Vol. I, 1947, Judgment, 223). Ce principe a depuis été érigé au statut de droit coutumier, puis définitivement cristallisé par le statut de la CPI qui, en son article 25, établit un régime de responsabilité pénale individuelle parallèle à la responsabilité internationale de l'État. D'autres branches du droit international s'intéressent également à l'homme : le droit international humanitaire, le droit international de l'homme et, dans le domaine économique, le droit international du développement. Dans ces droits, l'individu constitue l'objectif principal.
L'individu est aussi compris dans d'autres disciplines du droit international. Ainsi, à titre d'exemple, le droit international de l'environnement, en ayant pour but la protection de la faune et de la flore, protège par là le droit des générations futures pour avoir un environnement sain et propre. Il en va de même pour le droit international de la propriété intellectuelle qui tente de réglementer le brevetage en matière agricole et pharmaceutique en vue de protéger la santé de l'homme.